# Skala MELD
Skala MELD (ang. Model of End-Stage Liver Disease) – opracowana w Mayo Clinic w USA skala punktowa, pozwalająca ocenić ciężkość przewlekłej choroby wątroby. Opis skali przedstawił Kameth i wsp. w 2001 roku, a po nim ulepszył go Wiesner i wsp.
W skali MELD uwzględniane są trzy parametry biochemiczne:
- osoczowe stężenie bilirubiny
- osoczowe stężenie kreatyniny
- INR.

Maksymalna liczba punktów w skali MELD to 40. Wartości mniejsze od jedności podstawiane są do wzoru jako 1. Skala MELD jest stosowana przez United Network for Organ Sharing i Eurotransplant do oceny wskazań do przeszczepu wątroby; wynik powyżej 25 jest wskazaniem do pilnej transplantacji.
Wzór pozwalający ocenić liczbę punktów w skali MELD:
3.78[Ln bilirubina w osoczu (mg/dL)] + 11.2[Ln INR] + 9.57[Ln kreatynina w osoczu (mg/dL)] + 6.43